# Historique du parcours africain de l'ASEC Mimosas
Cette page présente l'historique du parcours de l'ASEC Mimosas en coupes africaines.
|  |

## 1971
Coupe des Clubs Champions 1971 :
|   | Club 1        | Club 2        | Score | Tour              |
| - | ------------- | ------------- | ----- | ----------------- |
| 1 | Stade malien  | ASEC Mimosas  | 2 - 2 | 2e Tour Aller     |
| 2 | ASEC Mimosas  | Stade malien  | 2 - 1 | 2e Tour Retour    |
| 3 | Enugu Rangers | ASEC Mimosas  | 0 - 1 | 1/4 finale Aller  |
| 4 | ASEC Mimosas  | Enugu Rangers | 2 - 0 | 1/4 finale Retour |
| 5 | ASEC Mimosas  | Canon Yaoundé | 2 - 1 | 1/2 finale Aller  |
| 6 | Canon Yaoundé | ASEC Mimosas  | 1 - 4 | 1/2 finale Retour |

## 1976
Coupe des Clubs Champions 1976 :
- Demi-finaliste

## 1983
Coupe d'Afrique des vainqueurs de coupe 1983 :
- Demi-finaliste

## 1990
- Coupe de L'UFOA

## 1992
Coupe des Clubs Champions 1992 :
- Demi-finaliste

## 1993
Coupe des Clubs Champions 1993 :
- Demi-finaliste

## 1995
Coupe des Clubs Champions 1995 :
- Finaliste

## 1998
Ligue des Champions 1998 :
- Vainqueur

## 2002
Ligue des Champions 2002 :
- Demi-finaliste

## 2006
Ligue des Champions 2006 :
- Demi-finaliste

## 2007
Ligue des Champions 2007 :
- Phase de poule

## 2008
Ligue des Champions 2008 :
- Phase de poule